# أيسل كوركوت
أيسل كوركوت (بالتركية: Aysel Korkut)‏ ( ولدت في عام 1962م في مدينة سيفريحيصار بإسكيشهر ) كاتبة تركية و معلمة.

## حياتها
قامت أيسل كوركوت بالتدريس في الصفوف الدراسية في أنقرة ، و شرفليكوتشحيصار و كيريكال. و قامت بتدريس اللغة التركية و الثقافة التركية لمدة خمس أعوام في الخارج في مدينة جينك البلجيكية. ولا تزال تُدرس في المدرسة الإبتدائية بإسطنبول.
بدأت أيسل كوركوت الكتابة في أعوام المدرسة الإبتدائية. وكتبت كتب تتحدث عن الظروف و الأحوال في البيئة الطبيعية بهدف تحقيق الوعي البيئي للأطفال بصفة عامة وذلك بجانب قيامها بالتدريس. و قامت أيسل كوركوت أيضاً بإعداد ألغاز للأطفال مٌلحقة بعدة صور في عدة جرائد و مجلات مختلفة مع كتب اختبارات و تمارين موجهة لطلاب المدارس الإبتدائية. و استأنفت أيسل كوركوت مجال الكتابة حول كتب الأطفال بشكل مستمر وكتب التمرينات والتدريبات المساعدة.
وعلاوة على ذلك نشرت أشعارها و قصصها في مختلف المجلات. ولاتزال تنشر من حين لآخر. وحازت على عدة جوائز متنوعة من خلال كتبها في مجال أدب الأطفال.

## كتبها المنشورة
•	خطاب إخوة الغابة : الطبعة الأولى عام (1993 ) – دار نشر دمار \ الطبعة الثانية عام (1997 ) – دار نشر يابي كردي ( الجائزة الثانية برواية الأطفال بجوائز التربية لعام 1992 بمجلة دمار الأدبية وبلدية كانكايا) الطبعة الثالثة عام (2006 ) – دار نشر كوك.
•	الطيور الحبيبة : الطبعة الأولى عام 1993 – دار نشر دمار \ الطبعة الثانية عام (1997 ) – دار نشر يابي كردي \ الطبعة الثالثة عام (2005 ) – دار نشر كوك.
•	السمكة الصفراء البدينة : الطبعة الأولى عام (1996 ) – دار نشر دمار \ الطبعة الثانية عام (1997 ) – دار نشر يابي كردي ( الجائزة الثانية لعام 1995 بالمسابقة بالإسم نفسه ) الطبعة الثالثة عام (2006 ) – دار نشر كوك.
•	أول عيد ميلاد لتشينار ديدي : الطبعة الأولى عام (2000 ) – دار نشر التعليم المجاني ( الجائزة الأولى عن رواية الأطفال بدار نشر التعليم المجاني ) الطبعة الثانية عام (2005 ) – الكتب الذهبية.
•	لا أحد يفهمني : عام (1998 ) – دار نشر البنك الوظيفي بتركيا \ الطبعة الثانية عام (2006) – الكتب الذهبية.
•	عزيزي الأرنب ( شعر ) : عام (2003 ) – مكتبة الأطفال العالمية.
•	أي طائرة ورقية خاصة بك : ( شعر ) : عام (2003 ) – مكتبة الأطفال العالمية.
•	أيام خرزية ( قصة ) : عام (2007 ) – الكتب الذهبية.
•	سلسلة حكايات تخرج من قبعة ( ستة كتب ) : الطبعة الأولى : عام (2008 ) الكتب الذهبية.
•	مزرعة إنتاج السنابل : عام (2010 ) الكتب الذهبية.

## وصلات خارجية
- الموقع الشخصي - ayselkorkut.com